# Crimes of Passion
Crimes of Passion är ett musikalbum av Pat Benatar, släppt i augusti 1980 på skivbolaget Chrysalis Records. Det vann en Grammy i kategorin Best Female Rock Vocal Performance.

## Låtlista
Sida 1
1. "Treat Me Right" (Doug Lubahn/Pat Benatar) – 3:24
2. "You Better Run" (Eddie Brigati/Felix Cavaliere) – 3:02
3. "Never Wanna Leave You" (Neil Giraldo/Benatar) – 3:13
4. "Hit Me With Your Best Shot" (Eddie Schwartz) – 2:51
5. "Hell Is for Children" (Giraldo/Benatar/Roger Capps) – 4:48

Sida 2
1. "Little Paradise" (Giraldo) – 3:32
2. "I'm Gonna Follow You" (Billy Steinberg) – 4:28
3. "Wuthering Heights" (Kate Bush) – 4:28
4. "Prisoner of Love" (Scott St. Clair Sheets) – 3:05
5. "Out-A-Touch" (Giraldo/Benatar/Myron Grombacher) – 4:19

## Medverkande
- Pat Benatar – sång, bakgrundssång
- Neil Giraldo – sologitarr, rytmgitarr, keyboard, bakgrundssång
- Scott St. Clair Sheets – rytmgitarr
- Roger Capps – basgitarr, bakgrundssång
- Myron Grombacher – trummor

Produktion
- Keith Olsen – musikproducent
- Keith Olsen och Chris Minto vid Sound City Studios – ljudtekniker
- Greg Fulginiti och Jo Hansch vid Artisan Sound Recorders – mastering
- Ria Lewerke-Shapiro – omslagsdesign
- Leon LeCash – foto